# ビジネスレーダー
『ビジネスレーダー』は、1993年4月5日から1994年4月1日までテレビ東京系列局で放送されたテレビ東京製作の経済ニュース番組。

## 概要
『ビジネスマンNEWS』からの番組タイトルを変える形で放送開始。これまでより放送時間が30分繰り下がり、1987年9月までの『ビジネスマンNEWS』とほぼ同じ時間帯で放送されるようになった。
番組は1年で終了し、総合ニュースの要素のみ分離する形で『NEWSもぎたて朝一番』が放送開始。以後はエンターテインメント情報も積極的に取り上げるようになるなど、総合情報路線への転換が図られた。対して経済ニュースは半年の放送中断後、別枠でスタートした『マーケットLIVE』として専門に取り扱うようになった。

## 放送時間
- 毎週月曜 - 金曜 6:30 - 7:25 （1993年4月 - 1993年9月）
- 毎週月曜 - 金曜 6:30 - 7:10 （1993年10月 - 1994年3月）

## キャスター
- 梅津智史（当時テレビ東京アナウンサー）
- 山形亜裕子（当時テレビ東京アナウンサー）
- 内山敏夫（当時テレビ東京解説委員）
- ほか

| テレビ東京およびTXN系列 平日朝のTXNニュース | テレビ東京およびTXN系列 平日朝のTXNニュース | テレビ東京およびTXN系列 平日朝のTXNニュース            |
| 前番組                                      | 番組名                                      | 次番組                                                 |
| ------------------------------------------- | ------------------------------------------- | ------------------------------------------------------ |
| ビジネスマンNEWS                            | ビジネスレーダー                            | NEWSもぎたて朝一番 ※経済情報は『マーケットLIVE』で放送 |